# 八街児童5人死傷事故
八街児童5人死傷事故（やちまたじどうごにんししょうじこ）は、2021年（令和3年）6月28日に千葉県八街市で発生した交通事故である。この事故で2人が死亡し、3人が負傷した。運転手の男からはアルコールが検出された。

## 概要

### 事故当時の様子
2021年6月28日午後3時半頃、千葉県八街市の朝陽小学校の通学路となっている八街市道12016号線で、下校中だった小学生の列に、トラック（いすゞ・フォワード）が突っ込み5人が巻き込まれた。うち2人が心肺停止だったが、死亡が確認され、1人が意識不明の重体、2人が重傷を負った。運転手の男の呼気からは基準値を超えるアルコールが検出され、飲酒運転であることが判明した。また、事故当時は、アルコールの影響により居眠り状態だったとされる。

### 事故現場
事故現場となった八街市道12016号線は、幅約7メートルでガードレールや路側帯はない直線道路だった。現場は近くの小学生が利用する通学路であるが、「歩道がない」「交通量が多いのに信号がない」にも関わらず、市教育委員会は危険箇所と判断していなかった。
また、2008年から被害者児童らの小学校PTAが近隣の小学校との連名で現場の道路へガードレールを設置するよう市に要望していたが、当時の市長は有効幅員の確保のために道路の拡張が必要となり、用地買収や建物移転が必須となることから多額の費用を要するため、非常に困難と回答し、PTAと協議した後、交差点の改修や信号機の設置で対処した。2014年にも近隣中学校との連名で同様の要望が出されていたが、整備は交通量の多い幹線道路から行われており、後回しにされていた。

### 過去の事故
2016年11月2日には今回の事故で被害に遭った同じ小学校の児童が、集団登校中のため国道409号の道路上を歩行していたところにトラックが突っ込んで4人が負傷する事故が発生している。八街市教育委員会では2016年の事故後、注意を促していた。

## 影響

### 行政の対応
文部科学大臣（当時）の萩生田光一は事故翌日の29日の会見で、「飲酒が事実なら怒りを禁じ得ない」と述べた。文部科学省としては、通学中の交通事故をなくすためにさらなる取り組みについて検討したいと述べた。
内閣総理大臣（当時）の菅義偉は30日に交通安全対策に関する関係閣僚会議を開き、「悲しく痛ましい事故が二度と起きないように通学路の総点検を改めて行う」と述べ、交通安全対策を強化・検証するよう指示した。また、「飲酒運転は重大事故に直結する極めて悪質で危険な行為だ」、「事業者の安全管理を徹底する」とした。また、7月1日に事故現場を視察した上で献花台に花束を供え、黙祷を捧げた。
千葉県知事の熊谷俊人は29日の報道陣の取材に対して、「保護者の心痛を思うと言葉にならない」と述べ、県内の通学路緊急一斉点検や被害に遭った児童が通う学校にスクールカウンセラーを派遣するなどの再発防止策や支援策を関係部局に指示したことを明らかにした。
また、千葉県は、7月1日、文部科学大臣、国土交通大臣、警察庁長官に対して、車両を持つ事業者に乗務前のアルコール検査の義務づけやスクールバスの助成への要件緩和などを求める緊急の要望書を送った。
6月30日、八街市長の北村新司が記者会見において、「言葉に表せない。亡くなった子の家族を思うと痛恨の極みだ」と述べ、現場の市道をはじめ、通学路の安全対策を強化する方針を表明した。
元茨城県東海村長の村上達也は「児童死傷、行政の不作為が主因」と題する投書を2021年7月9日付け朝日新聞朝刊に寄せた。
警視庁は8月19日、夏休み明けの児童の安全確保に向け、可搬式オービスによる速度取り締まりなど交通事故防止啓発活動を展開した。通学路になっている道路に可搬式オービスを設置し、速度違反の取り締まりを行ったほか、子連れの通行人に声を掛け、交通事故から身を守るための安全な行動を取ることなどについて啓発した。
事故後、各地では、児童の登下校時の見守り活動、交通安全対策が行われた。
千葉県では、事件後の2021年10月から3か月間、飲酒運転を集中的に取り締まる強化プロジェクトチーム・飲酒PTを立ち上げ、取り締まりを強化した。
京都府では、京都府警察とボランティアが、ガードレールのない通学路で、一斉に見守り活動が行われた。また、自動車の運転手に対しても、子どもに注意するよう呼びかけた。
愛知県豊橋市では、通学路で警察官が下校する児童を見守り、通学路で、危険な箇所はないか点検を行った。
山口県周南市では、下校時間に合わせて、通学路の国道で検問を行い、飲酒運転の防止を呼びかけた。
この事故を受けて事故現場付近の通学路の法定速度が60km/hが30km/hに引き下げとなった他、大型車両は終日通行止になった。

### 会社の対応
加害者の男が勤める運送会社の親会社の社長は28日夜に「子会社の従業員があるまじき飲酒運転で交通事故を起こし、誠に申し訳ありませんでした」と謝罪した。「アルコール検査は普段から行わず、（事故当日の）28日もしなかった。飲酒がないとの前提だった」とした。

### 無関係企業へのクレーム
加害者の勤める運送会社の親会社と会社名が同じ読みで異なる漢字の事故とは無関係の企業へのクレームの電話が殺到したり、Twitterやまとめサイトにも誹謗中傷の書き込みが100件以上書き込まれる事態となっている。会社ではクレームの対応に追われたり、取引先にも事故とは無関係である旨の説明をするなど、業務に支障をきたしている。会社では警察からの助言を受け、公式サイトで事故と無関係であることを説明したり、SNSなどの運営会社に書き込みの削除要請を随時行っている。

### 被害児童の小学校への影響
被害児童が通う小学校は29日から臨時休校となっていた。小学校は、急な休校により周知がうまくいかずに登校する預け先のない児童を受け入れた。周辺には警察官や学校関係者が見守りを行なっていた。その後、7月1日に学校は再開した。また、事故現場に住む児童らは市が用意したスクールバスで登校した。

### 報道機関の取材のあり方について
一部の放送局が亡くなった児童の同級生に対して事故や故人について蒸し返すようなインタビューが行われていたとして批判を受けた。放送倫理・番組向上機構（BPO）の放送と青少年に関する委員会は2021年10月6日に委員長の榊原洋一名義で声明を発表し、このインタビュー自体がニュース番組の伝えるべき中核的内容だったかについて、その必要性に疑問を感じることに加え、2002年や2005年に被害児童の家族や友人への取材について、慎重な対応を求めたにも関わらず、心的領域に踏み込む行為が再び発生してしまったと批判した。また、SNSなどにより、インタビュー画像が記録加工され、長期間にわたり、拡散配信されることで取材を受けた子供が深い心理的なダメージに繋がる危険性があるとして、ニュース取材について再考を求めた。

## 捜査
加害者の男（当時60歳）からは基準値を超えるアルコールが検出され、千葉県警察は、事故後、トラックを運転していた男を過失運転致傷容疑で現行犯逮捕した。男は「帰る途中に酒を飲んだ」と供述している。また、「運転中に右から黒い影が見え、ハンドルを左に切って電柱にぶつかり、小学生の列に突っ込んだ」と話した。しかし、付近の防犯カメラには、人影や動物は確認されなかった。その後、男は佐倉署から成田空港署へ移送され、危険運転致死傷罪容疑で千葉地検に送検された。
7月12日、警察は加害者の男を立ち合わせて、現場検証を行い、現場に同じ大きさのトラックを配置し、事故当時の状況を確認した。
7月19日、千葉地検は、事故当時、酒の影響で居眠り状態だったとして、加害者を危険運転致死傷罪で起訴した。

## 裁判
2021年10月6日、千葉地方裁判所で初公判が開かれ、トラック運転手は起訴内容を認めた。検察側は、「令和2年中には飲酒した状態で運転するようになった」と常習性を指摘した。また、事故前に焼酎を購入したこと、車内から酒の臭いがする空のカップが見つかっていたことなどが明らかになった。
2022年3月25日、千葉地方裁判所で判決公判が開かれた。裁判長は、男に懲役14年の実刑判決（求刑懲役15年）を言い渡した。男は「どんな重い刑事罰でも受け止める」と全面的に自分の責任を認めていたため弁護側も控訴せずに裁判は終結した。

## その後
事故を起こした車両はアルコール検査が義務付けられた貨物自動車運送事業法に基付く事業用自動車（緑ナンバー）を取得していない自家用車両（白ナンバー）であったことから、この事故を受け2022年の4月に道路交通法施行規則が改正され、白ナンバーの社用車を5台以上、または11人以上の定員の自動車を1台以上持つ事業所は、運転指導などを行う安全運転管理者の選任とアルコール検査が義務付けられた。
事故発生の2年たった2023年に千葉県は県飲酒運転根絶条例の改正を施行し、飲酒運転の検挙者に酒類を提供した店側への法的措置を強化した。